# Leiestes fines
Leiestes fines is een keversoort uit de familie zwamkevers (Endomychidae). De wetenschappelijke naam van de soort werd in 1995 gepubliceerd door Sasaji.